# Psychotria brieyi
Psychotria brieyi är en måreväxtart som beskrevs av De Wild.. Psychotria brieyi ingår i släktet Psychotria och familjen måreväxter. Inga underarter finns listade i Catalogue of Life.